# Air Density C
L'Air Density C (AD-C), a volte citato anche come Explorer 39, è stato un satellite NASA, lanciato l'8 agosto 1968 dalla base aerea Vandenberg e non più operativo dal giugno del 1971. L'AD-C faceva parte del Programma Air Density, un progetto facente parte del più vasto Programma Explorer, di cui rappresentava il quarto satellite, e fu messo in orbita con lo scopo di effettuare studi atmosferici.

## Obbiettivi
Nel dettaglio, lo scopo principale della missione dell'Air Density C era quello di studiare le variazioni della densità dell'alta atmosfera nell'arco delle stagioni come funzione di densità e spazio attraverso osservazioni sequenziali, da terra, della posizione del satellite lungo la sua orbita. Le variazioni studiate erano sia quelle regolari e sistematiche, dovute alla diversa latitudine, longitudine e all'ora del giorno, sia quelle non sistematiche, dovute a variazioni nell'attività solare.

## Struttura
Così come i suoi predecessori, l'Air Density A e l'Air Density B, anche l'Air Density C era una sfera di 3,6 metri di diametro gonfiata con azoto e costituita da fogli di alluminio alternati con fogli di Mylar, sulla superficie esterna della quale erano uniformemente distribuite delle circonferenze di 5,1 cm di diametro, verniciate di bianco, necessarie per il controllo termico.
La sfera era divisa al suo equatore da una striscia di Mylar la quale fungeva da antenna. Un radiofaro da 15 mW a 136,62 MHz utilizzava tale antenna per trasmettere un segnale utile a tracciare la rotta del satellite.

## Lancio e operatività
L'Air Density C fu lanciato l'8 agosto del 1968 dal complesso di lancio numero 5 della base aerea Vandenberg, grazie a un razzo vettore Scout B. La sonda era contenuta, sgonfiata, in un cilindro di 21,6 cm di diametro e di 48,3 cm di lunghezza. Una volta raggiunto l'orbita desiderata, il satellite venne espulso dal suo alloggiamento tramite delle piccole cariche esplosive e contemporaneamente gonfiato e posto su un'orbita quasi polare altamente ellittica.
Nel corso dello stesso lancio fu messo in orbita anche l'Injun 5, conosciuto anche come Explorer 40.
Il radiofaro dell'AD-C continuò a trasmettere fino a giugno del 1971, dopodiché fu possibile utilizzare solo i sistemi ottici, nella fattispecie delle fotocamere Baker-Nunn, per tracciare la posizione del satellite. Infine, il 22 giugno 1981, l'AD-C ha effettuato il suo rientro atmosferico distruggendosi.

## Risultati
L'Air Density C, come i suoi predecessori, fu utile a determinare la variazione della densità dell'alta atmosfera terrestre fra il giorno e la notte, migliorando gli studi sui venti presenti nell'esosfera, ad altezza comprese tra i 450 e i 620 km.